# Eleazar Gómez
Eleazar Gómez Sánchez  (Mexikóváros, Mexikó, 1986. május 29. –) mexikói színész és énekes.

## Élete
1986. május 29-én született Mexikóvárosban. Testvérei, Zoraida és Jairo szintén színészek. A mexikói Eme 15 popzenekar egyik tagja. 2008-ban a Candy című sorozatban játszott. 2014-ben szerepet kapott a Muchacha Italiana viene a casarse című telenovellában Ela Velden mellett.

## Filmográfia

### Telenovellák
- Simplemente María (2016) Juan Pablo
- Muchacha Italiana viene a casarse (Fiorella) (2014) Benito Segura
- Amores verdaderos (Rabok és szeretők) (2012–2013) Rolando 'Roy' Pavia Orol
- Miss XV (2012)  Alexis Reyes Méndez
- Cuando me enamoro (Időtlen szerelem) (2010–2011)  Anibal Cuevas
- Atrevete a Soñar (2009)  Mateo
- Las Tontas No Van al Cielo (Candy) (2008)  Charlie Morales
- Lola, érase una vez (2007) Adrián
- Rebelde (2004)  Leonardo Francisco Blanco
- Inocente de Ti (A liliomlány) (2004)  Victor González
- Asi Son Ellas (2002)  Arturo Calderon Corso
- Clase 406 (2002)  Bryon Rios
- Mi pequena Traviesa (1998)
- Azul (1996)  Lupito
- Luz Clarita (1996)  El Chanclas

### Filmek
- La Ultima Batalla (1993)  Mon
- Se Equivoco la Cigüeña (1993)  Pedrito
- Pecados De Una Profesora (2008)  Aaron
- El secreto del medallón de Jade (2013) Claudio